# Bomba de pistón

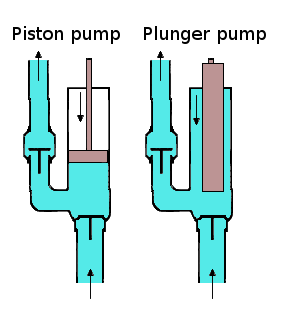
Esquema de una bomba de pistón y de émbolo. Este esquema está hecho para comparar rápida y fácilmente ambos tipos.

Una bomba de pistón es una bomba hidráulica que genera el movimiento en el mismo mediante el movimiento de un pistón. Las bombas de pistones son del tipo bombas volumétricas, y se emplean para el movimiento de fluidos a alta presión o fluidos de elevadas viscosidades o densidades.
Cada movimiento del pistón desaloja, en cada movimiento un mismo volumen de fluido, que equivale al volumen ocupado por el pistón durante la carrera del mismo.

## Tipos
Existen tres tipos principales de bombas de pistón:
- Bombas de pistón rotativo: Las bombas de pistón rotativo utilizan un pistón que se desliza en la ranura de un rotor para extraer y expulsar líquido.
- Bombas de pistón: Las bombas de pistón se basan en un pistón que mueve un sello de un lado a otro dentro de una cámara para crear el vacío y la presión necesarios.
- Bombas de émbolo: Las bombas de émbolo cuentan con un émbolo que se desliza dentro de un prensaestopas.

## Aplicaciones de la bomba de Pistón

### Máquinas Hidráulicas
Esta es la aplicación más habitual de las bombas de pistón, en las que se utilizan para bombear el fluido hidráulico que después accionará los diversos mecanismos (ej; motores hidráulicos, cilindros hidráulicos...)

### Industria del agua a alta presión
- Para hidrolimpiadoras, normalmente en disposición de tres pistones cerámicos en línea para equipos industriales y profesionales, y de plato oscilante para las aplicaciones de bricolaje

- Para equipos de corte por chorro de agua, en las que actúa como impulsor primario antes del multiplicador de presión

- En equipos de chorreo de arena por agua a alta presión.

### Industria de la minería y la construcción
- Bombeo de hormigón
- Bombeo de agua a alta presión para perforadoras y tuneladoras
- Como bomba de relleno de reservorios de petróleo en los pozos petroliferos.

### Agricultura
- Como bomba para fumigación y tratamientos fitosanitarios
- Como bomba de trasvase en bodegas.
- Como bombas para sistemas de riego

### Alimentación
- Para estabilizar el contenido microbiológico de zumos.[2]